# Vương quốc Burundi
Vương quốc Burundi (tiếng Pháp: Royaume du Burundi) hoặc Vương quốc Urundi (tiếng Pháp: Royaume d'Urundi) là một chính thể cai trị bởi một vị vua truyền thống trong thời hiện đại ngày Cộng hòa Burundi trong khu vực Hồ Lớn châu Phi. Vương quốc, đa số dân tộc Hutu, được cai trị bởi một vị vua từ dân tộc Tutsi với danh hiệu mwami. Được tạo ra vào thế kỷ 17, vương quốc được bảo tồn dưới sự thống trị của thực dân châu Âu vào cuối thế kỷ 19 và đầu thế kỷ 20 và là một quốc gia độc lập từ năm 1962 đến 1966.

## Lịch sử
Mwami huyền thoại đầu tiên ("người cai trị") của Burundi là Vua Ntare I, người trị vì từ năm 1680 đến 1709. Vào ngày 1 tháng 7 năm 1890, vương quốc này chính thức được sáp nhập vào lãnh thổ thuộc địa của Đức ở Đông Phi thuộc Đức. Các phần lớn cai trị gián tiếp của Đức Quốc Xã trên Burundi khoảng 1897-1916, khi trong quá trình của chiến tranh thế giới thứ nhất, Bỉ-Congo diễu hành quân. Vào ngày 20 tháng bảy 1922, Burundi đã phối hợp với các nước láng giềng Vương quốc Rwanda phần của Hội Quốc Liên nhiệm Ruanda-Urundi, Vào ngày 21 tháng 12 năm 1961, nó đã nhận được quyền tự trị nội bộ, và vào ngày 1 tháng 7 năm 1962, vương quốc trở lại độc lập. Vào ngày 8 tháng 9 năm 1961, cuộc bầu cử quốc hội đã diễn ra tại Urundi. Thủ tướng đầu tiên kể từ khi giành lại độc lập vào năm 1961 là Joseph Cimpaye.
Vị vua cuối cùng, Ntare V, trị vì từ năm 1966, nhưng sẽ bị giết trong cùng năm, theo kế hoạch của những người theo chủ nghĩa cộng hòa tại Ibwami (Tòa án hoàng gia) ở thủ đô Gitega. Ông chạy trốn kịp thời để lưu vong ở Cộng hòa Liên bang Đức. Thủ tướng cuối cùng (từ năm 1966) cho đến khi bãi bỏ chế độ quân chủ vào ngày 28 tháng 11 năm 1966 là Michel Micombero, người sau đó tuyên bố mình là tổng thống.

## Hậu quả
Hầu hết các hoàng gia hiện đang sống ở Pháp.
Trong cuộc bầu cử năm 2005, công chúa tham gia Esther Kamatari vào cuộc bầu cử tổng thống như Lãnh đạo Abahuza (của bên thứ Đức Đảng phục hồi chế độ quân chủ và đối thoại ở Burundi) trên. Những người ủng hộ chính trị ở nước này cho rằng việc khôi phục chế độ quân chủ lập hiến có thể giúp giảm bớt căng thẳng giữa các nhóm sắc tộc, vì chế độ quân chủ có thể trở thành một biểu tượng của sự thống nhất.

## Biểu trưng

Historische Flaggen
Cờ của Vương quốc Burundi với trống đen
Tiêu chuẩn hoàng gia Burundi Tiêu chuẩn hoàng gia Burundi
Cờ được sử dụng vào ngày 28 và 29 tháng 11 năm 1966